# Xã Gray, Quận Greene, Pennsylvania
Xã Gray (tiếng Anh: Gray Township) là một xã thuộc quận Greene, tiểu bang Pennsylvania, Hoa Kỳ. Năm 2010, dân số của xã này là 219 người.